# Hoploryctoderus
Hoploryctoderus är ett släkte av skalbaggar. Hoploryctoderus ingår i familjen Dynastidae.
Kladogram enligt Catalogue of Life:
| Hoploryctoderus | \| \| Hoploryctoderus chinensis \| \| \| \| \| \| Hoploryctoderus tridens \| \| \| \| |
|                 | \| \| Hoploryctoderus chinensis \| \| \| \| \| \| Hoploryctoderus tridens \| \| \| \| |
|                 | Hoploryctoderus chinensis                                                             |
|                 |                                                                                       |
|                 | Hoploryctoderus tridens                                                               |
|                 |                                                                                       |